# Nijîn
Nijîn (în ucraineană Ніжин) este oraș regional în regiunea Cernihiv, Ucraina. Deși subordonat direct regiunii, orașul este și reședința raionului Nijîn. 

## Demografie
Componența lingvistică a orașului Nijîn
     Ucraineană (89,54%)
     Rusă (8,89%)
     Alte limbi (0,24%)
Conform recensământului din 2001, majoritatea populației orașului Nijîn era vorbitoare de ucraineană (89,54%), existând în minoritate și vorbitori de rusă (8,89%).

## Personalități născute aici
- Nikolai Samokiș (1860 - 1944), pictor cazac;
- Mark Bernes (1911 - 1969), cântăreț, actor.